# Адам Грант
Адам М. Ґрант (13 серпня 1981) — американський вчений-психолог і автор; професор Вортонської школи бізнесу, автор популярних книжок у галузі особистісного розвитку.

## Ранні роки
Виріс у передмісті Детройта, штат Мічиган. У молодості займався стрибками у воду з трампліна; у 1999 році посів перше місце серед учнів середніх шкіл США.
Отримав ступінь бакалавра в Гарвард-коледжі; ступені MS та PhD з організаційної психології Університету штату Мічиган. У студентські роки підробляв фокусником-ілюзіоністом. В аспірантурі одружився.

## Кар'єра
Трудовий шлях розпочав асистентом в університеті Північної Кароліни в Чапел-Гілл (2007-2009 рр..). Після публікації кількох статей у провідних наукових журналах, у віці 28 років отримав посаду доцента у Вортонській школі бізнесу (2009 рік), ставши наймолодшим професором на постійному контракті в історії США.
Є автором трьох бестселерів Нью-Йорк Таймс: Give and Take (2013), Originals (2016) та Option B ("План Б", 2017, у співавторстві з директором з виробництва Facebook Шеріл Сандберг). У 2016 році виступив з TED-лекцією про звички великих мислителів
У 2015 році був удостоєний звання Молодого глобального лідера і найвпливовішого мислителя в області управління за версією організації Thinkers50. У 2016 році номінований в списку журналу Fortune «40 до сорока».

## Родина
Дружина Аллісон і троє дітей